# Christo Albertyn Smith
Christo Albertyn Smith   (Boksburg, 26 d'abril de 1898 - Canberra, 23 de novembre de 1956) va ser un botànic, professor, i periodista sud-africà. El 1944 coedita amb Edwin Percy Phillips i Estelle Van Hoepen: The Common Names of South African Plants.

## Biografia
Smith va néixer a Boksburg, Sud-àfrica, el 1898. Va acabar el Batxillerat Universitari en Ciències (Bachelor of Science) el 1920 a la Universitat de Stellenbosch, després de la qual va treballar com a professor de biologia de secundària (1921 - 1924). Es va incorporar al personal professional de la Divisió de Ciències Vegetals de l'Herbari Nacional de Pretòria el 1925 i es va convertir en oficial d'enllaç botànic a l'Herbari Kew de Londres del 1928 al 1931. Durant la seva carrera va recollir 4600 mostres de flora, incloent Crassulaceae, Fabaceae, Amaranthaceae, Vitaceae, Asteraceae, Celastraceae, Scrophulariaceae, Brassicaceae, Scilloideae, Oleaceae, Geraniaceae, Poaceae, Portulacaceae i Rutaceae, la majoria emmagatzemades a Pretòria i Kew.
Es va casar amb Bertha Edith Thorold, amb qui van tenir 2 fills.
Es va retirar del món acadèmic el 1931 i va entrar al periodisme. Va treballar com a editor agrícola per al Natal Witness a Pietermaritzburg, Sud-àfrica.
Va treballar al Departament d'Informació d'Estat de Sud-àfrica des de 1946 i va ser destinat a Canberra, Austràlia, com a oficial d'informació el 1954.
Va morir el 1956 a Canberra, Austràlia.

## Publicacions
- The Rule of Priority in Botanical Nomenclature: With Special Reference to Indigenous Woody Species of South Africa. Journal 20, South African Forestry Association.1951. 50 pp.
- Smith, C.A.; Phillips, E.P.; Van Hoepen, E. Common names of South African plants.  Department of Agricultural Technical Services, 1966.